# Lestremia nigra
Lestremia nigra är en tvåvingeart som beskrevs av Blanchard 1852. Lestremia nigra ingår i släktet Lestremia och familjen gallmyggor. Inga underarter finns listade i Catalogue of Life.